# Jan Standonck
Jan Standonck o Iohannes Standonck (Mechelen, 16 agosto 1453 – Parigi, 5 febbraio 1504) è stato un religioso belga, era un  fiammingo, scrittore di lingua latina e professore alla Sorbona.
Nasce da una famiglia povera da Cornelius Standock, calzolaio e da Elisabeth van Isscohot. Studia prima alla scuola parrocchiale del suo villaggio poi a Gouda dai Fratelli della vita comune e diventerà poi un sostenitore della Devotio moderna. Nel 1469 comincia degli studi superiori a Lovanio che finirà a Parigi dove arriva nel 1473.